# Khướu bụi họng đen
Stachyris nigricollis là một loài chim trong họ Timaliidae.